# Csapázás
Csapázás vagy nyomkövetés a vaddisznó téli vadászati módja, melynek feltétele a friss, csapázásra alkalmas hó. Elsősorban a nagyobb vadkanok elejtése a célja. A vaddisznócsapa követése néha nagyon hosszúra nyúló vadászat lehet. Ezért fontos a vadászterület alapos ismerete, illetve a csapázás során az egyes beíró körzetek (biztonsági körzetek) határainak betartása.